# Russell (hố Mặt Trăng)
Russell là một thềm hố dung nham và cũng là phần còn lại của hố Mặt Trăng (hố va chạm). Hố nằm ở phía tây của đại dương Oceanus Procellarum, và nằm gần rìa tây của Mặt Trăng. Vì vị trí này, hố xuất hiện hình thuôn khi được phóng đại.
Vành nam-tây nam của Russell chồng lên vành lớn của hố có thềm dung nham khác là hố Struve, và cả hai vành của hai hố này cùng nhau tạo thành một hình 8 cạnh dài. Về phía đông của hố Russell là hố Briggs, và tiếp giáp ở vành đông nam là hố Struve, là một hố có thềm dung nham khác và là phần còn lại của hố Eddington.
Vành hố Russell bị mòn nặng gây ra hình dáng kỳ quặc với nhiều hố va chạm trên vành tường. Hố va chạm lớn nhất trong số hố va chạm này là Briggs A ở vành đông. Về phía bắc của hố Russell là dấu hiệu còn lại của các thềm hố nhỏ. Thềm hố dung nham Russell bằng phẳng và ở mức cùng với biển Mặt Trăng. Hố không có đỉnh trung tâm.
Trong quá khứ, hố này thỉnh thoảng được chọn là Otto Struve A, hoặc được cho rằng là một phần của hố lớn Struve. Hố Eddington về phía đông nam cũng được chọn là Otto Struve A trên bản đồ Mặt Trăng cũ.

## Hố vệ tinh

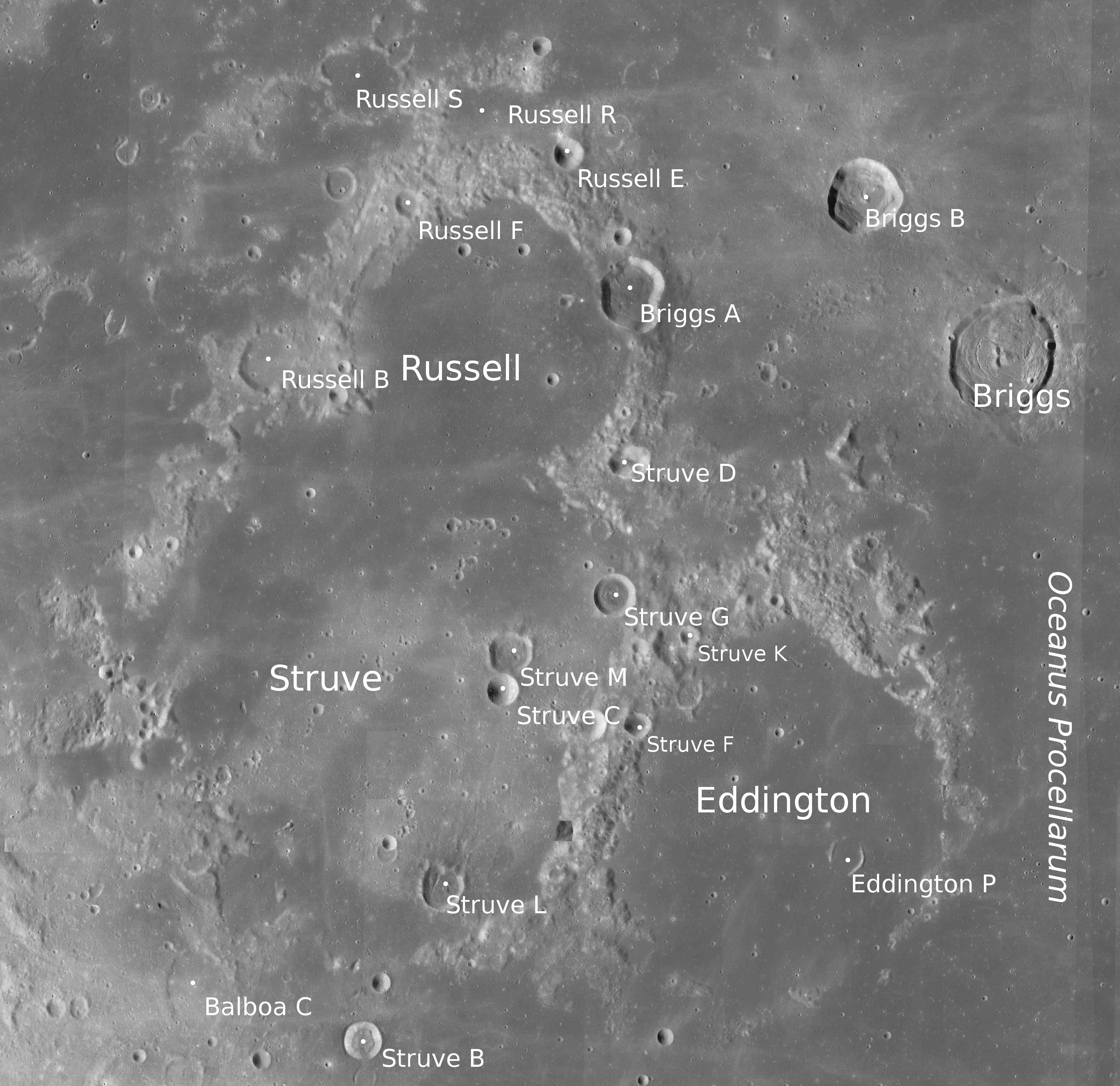
Hố Russell và các hố xung quanh.

Theo quy ước, những tính chất này được xác định trên bản đồ bằng cách đặt từng chữ cái là tâm của các hố vệ tinh gần với Russell nhất.
| Russell | Vĩ độ   | Kinh độ | Đường kính |
| ------- | ------- | ------- | ---------- |
| B       | 26.4° B | 78.2° T | 19 km      |
| E       | 28.6° B | 74.5° T | 9 km       |
| F       | 28.0° B | 76.4° T | 9 km       |
| R       | 28.7° B | 75.3° T | 45 km      |
| S       | 29.4° B | 77.1° T | 25 km      |